# Peter Brixtofte
Peter Brixtofte (født 11. december 1949 i København, død 2016 i Farum) var en dansk politiker. Han var medlem af Folketinget for Venstre i årene 1973-1977, 1979-1981 og igen 1990-2005. Han var skatteminister i Poul Schlüters sidste regering fra november 1992 til januar 1993. I 1978 blev han indvalgt i Farums kommunalbestyrelse, og i 1985 blev han borgmester i kommunen. Med sin konsekvente, men kontroversielle ledelsesstil skabte Brixtofte i en årrække positiv opmærksomhed om kommunen, der af Venstre blev fremhævet som en mønsterkommune, bl.a. på grund af behandlingen af de ældre, af studerende og for en række tiltag til gavn for integration. Han forlod borgmesterposten i 2002 som konsekvens af Brixtofte-sagen.

## Baggrund
Peter Brixtofte blev født den 11. december 1949 i København som søn af afdelingschef, cand.jur. Keld Brixtofte og Inger Elise Brixtofte.
Hans bror, Jens Brixtofte, vandt det danske Melodi Grand Prix i 1982 med bandet Brixx og sangen Video video. Peter Brixtofte gik i skole i Lycée International de l'OTAN, Paris, 1960-1964, blev student fra Søborg Gymnasium i 1967 og cand.polit. fra Københavns Universitet i 1972.

## Folketingskarriere
Peter Brixtofte var medlem af Folketinget for Venstre for Roskilde Amtskreds fra 4. december 1973 til 14. februar 1977 og for Vejle Amtskreds 23. oktober 1979 – 7. december 1981. Midlertidigt medlem for Venstre for Vejle Amtskreds fra 30. maj til 5. juni 1983. Folketingsmedlem for Venstre for Fyns Amtskreds fra 12. december 1990.
Han blev skatteminister i regeringen Poul Schlüter IV den 19. november 1992, efter at Anders Fogh Rasmussen måtte træde tilbage som følge af sagen om kreativ bogføring, men allerede et par måneder senere, 24. januar 1993, måtte Brixtofte overgive posten, da regeringsmagten skiftede side som følge af tamilsagen.
Brixtofte blev af Venstres folketingsgruppe den 14. maj 2002; derefter var han løsgænger. Folketinget ophævede hans parlamentariske immunitet 23. maj 2003. Indmeldt i Centrum-Demokraterne den 24. februar 2004. Partiets hovedbestyrelse ville ikke lade Brixtofte stille op til Folketinget, før den verserende straffesag mod ham var afgjort, og han forlod Folketinget efter valget den 8. februar 2005.[kilde mangler]

## Velfærdspartiet
I 2005 dannede Brixtofte et nyt parti, i første omgang under navnet Det Socialliberale Parti. Efter indsigelse fra Venstre (hvis fulde partinavn er Venstre, Danmarks Liberale Parti) ville Indenrigsministeriet ikke tillade Brixtoftes parti at stille op til valg under det ønskede navn, og det blev hurtigt omdøbt til Velfærdspartiet. Ved valget 15. november 2005 til kommunalbestyrelsen (indtil 1. januar 2007 sammenlægningsudvalget) i den nuværende Furesø Kommune blev Peter Brixtofte valgt ind med 946 personlige stemmer ud af i alt 1.070 stemmer på Velfærdspartiet. Stemmerne på Velfærdspartien kom for 90 % vedkommende fra Farum Kommune, mens kun 10% kom fra Værløse Kommune. Den 28. maj 2008 besluttede Indenrigsministeriets Valgbarhedsnævn, at Peter Brixtofte var uværdig til at være folkevalgt politiker efter sin dom i Højesteret på to års ubetinget fængsel for groft mandatsvig i sponsorsagen. Pladsen i byrådet skulle forlades med øjeblikkelig virkning.
 Afsoningen begyndte den 6. august 2008 i Horserød Statsfængsel.

## Brixtofte-sagen
Den 6. februar 2002 kunne BT afsløre borgmester Brixtoftes store udgifter til repræsentation og forbrug af meget dyre vine, overskridelser af det kommunale repræsentationsbudget, hemmelige lån, sammenblanding af kommunens og Farum Boldklubs økonomi, returkommission og vennetjenester. I løbet af foråret og sommeren samme år afslørede flere medier skandaler omkring Brixtofte og Farum Kommune. Brixtofte blev efterfølgende ekskluderet fra Venstre som resultat af sin hovedrolle i sagen, der omhandlede misbrug af kommunens repræsentationskonto og uregelmæssigheder i kommunens økonomi. Bagmandspolitiet rejste tiltale mod Brixtofte. Sagen blev delt i to, dels hovedsagen, der vedrørte forholdene omkring overskridelse af repræsentationskontoen, returkommission, ulovlige millionlån mv. (jf. Brixtofte-sagen), dels sponsorsagen, hvor Brixtofte lod Farum Kommune betale overpris for bl.a. pensionistrejser og byggeopgaver, hvorefter overprisen blev betalt som sponsorstøtte til lokale boldklubber.
Den 20. juni 2006 blev han af Københavns Byret fundet skyldig i groft mandatsvig i den såkaldte sponsorsag. Han blev idømt 2 års ubetinget fængsel for at have fået entreprenørvirksomheden Skanska til at tage ni millioner kroner i overpris på en byggeopgave for kommunen, mod at pengene blev sendt videre til Farum Boldklub. Dommen ankede han på stedet. Den 8. februar 2007 stadfæstede Østre Landsret dommen. Den 10. april 2007 blev han ved Retten i Hillerød idømt 2 års fængsel i den såkaldte hovedsag, der omhandlede mandatsvig og embedsmisbrug. De to år blev lagt til den allerede i den såkaldte sponsorsag idømte straf af fængsel i to år, dvs. en samlet fængselsstraf på 4 års fængsel. Samtidig blev han også dømt til at skulle betale over syv millioner kroner i advokatsalærer, revisionsomkostninger og erstatning til Farum Kommune. Brixtofte var ikke selv til stede i retten, men hans forsvarer Preben Kønig sørgede for, at dommen blev anket på stedet.
Den 15. april 2008 stadfæstede Højesteret dommen på 2 års fængsel i sponsorsagen. I august måned samme år påbegyndte han sin afsoning i Horserød Statsfængsel. Den 6. oktober 2009 stadfæstede Østre Landsret dommen på 2 års fængsel i hovedsagen, og dermed blev det endelige punktum sat i sagerne. Samme dag som stadfæstelsen omtalte Brixtofte i et interview på TV 2 dommeren Peter Garde som en "yderliggående nationalist", ligesom han påstod, at dommeren havde været ude på et politisk hævntogt. Den 1. november 2011 blev Brixtofte, for disse udtalelser, idømt 10 dagbøder á 1.000 kr. En dom som Højesteret senere stadfæstede.
Brixtofte blev prøveløsladt den 16. maj 2011. Under de verserende retssager fortsatte han sit politiske virke. I 2005 stiftede han Velfærdspartiet, for hvilket han opnåede valg ved kommunalvalget samme år. I 2011 blev han politisk kommentator på samtidsmagasinet ATLAS.

## Dannebrogsridder 1995-2008
Peter Brixtofte blev Ridder af Dannebrog i 1995, men måtte efter højesteretsdommen tilbagelevere ridderkorset.

## Privatliv
Brixtofte var kæreste med Nadia Alim fra december 2005 til sin død. Han havde et alkoholmisbrug og var i behandling adskillige gange i perioden 2002-2014, men fik tilbagefald. Han blev fundet død i sin lejlighed 8. november 2016, hvor han ifølge datteren Marie "havde været død i mange dage". Ifølge samme "døde [Brixtofte] af druk"; retsmedicineren kunne ikke finde frem til en præcis dødsårsag, men konkluderede, at den var alkoholrelateret. Han blev 66 år.

### Biografier om Brixtofte
- Peter Brixtofte: Med hjertet (selvbiografi), 2003, ISBN 87-989408-0-5
- Morten Pihl: Brixtofte. Historien om en afsløring, Lindhardt og Ringhof, 2002
- Tórun Ellingsgaard & Jaku-Lina Elbøl Nielsen: Brixtofte: spillet om magten, Aschehoug, 2002
- Henrik Madsen: Bogen om Peter, Politikens Forlag, 2002
- René Offersen: Imperator. Sagen uden om Brixtofte, Gyldendal, 2006

## Øvrigt
Komedien Peter af Farum, skrevet af Andreas Garfield og instrueret af Rune David Grue, blev i 2025 opsat på Folketeatret i København.